# 1620-ті до н. е.

## Події
- Приблизно 1628 або 1627 року до н. е. відбулося катастрофічне Мінойське виверження. Вибух вулкана на острові Санторіні в Егейському морі та подальші землетрус і цунамі призвели до занепаду Мінойської цивілізації. [1]

## Правителі
- XV (гіксоська) та XVI (фіванська) династія в Стародавньому Єгипті. Можливо, Абідосська династія.
- Початок правління царя Вавилону Самсу-дітана (останній з І Вавилонської (аморейської) династії).
- Династія Шан в Китаї.